# حقه توییتری حمله باند مواد مخدر مکزیکی (۲۰۱۱)
حقهٔ توییتری حمله باند مواد مخدر مکزیکی در ۲۵ اوت ۲۰۱۱ در مکزیک رخ داد. گیلبرتو مارتینز ورا و ماریا جیزز براوو پگولا یک سری از توییت‌های جعلی را در توییتر مطرح کردند که ادعا می‌کرد گروه‌های مواد مخدر به یک مدرسه ابتدایی در وراکروس مکزیک حمله کرده‌اند. توییت‌ها به نحوی باعث وحشت مردم شد که با وحشت جنگ دنیاها قابل مقایسه بود. این دو نفر به تروریسم متهم شده و بیش از ۳۰ سال در زندان به سر خواهند برد.
۲۶ حادثه اتومبیل در خیابان‌ها به وقوع پیوست زیرا مردم اتوموبیل‌های خود را در وسط خیابان رها کرده و برای نجات فرزندان خود می‌دویدند.